# Coll de Toralla
El Coll de Toralla és una collada situada a 946,5 metres d'altitud en el terme municipal de Conca de Dalt (antic terme de Toralla i Serradell), al Pallars Jussà, al costat mateix del poble de Toralla.
Es troba a la carena que separa les valls del riu de Serradell, al nord, i del barranc de Mascarell, al sud, al costat de ponent del poble de Toralla, entre el gruix de la muntanya de Sant Salvador, a ponent, i la serreta de lo Castell i Saviner.